# Eparchia michałowsko-koszycka
Eparchia michałowska i koszycka – jedna z czterech eparchii Kościoła Prawosławnego Ziem Czeskich i Słowacji, jedna z dwóch na terytorium Słowacji.

## Historia

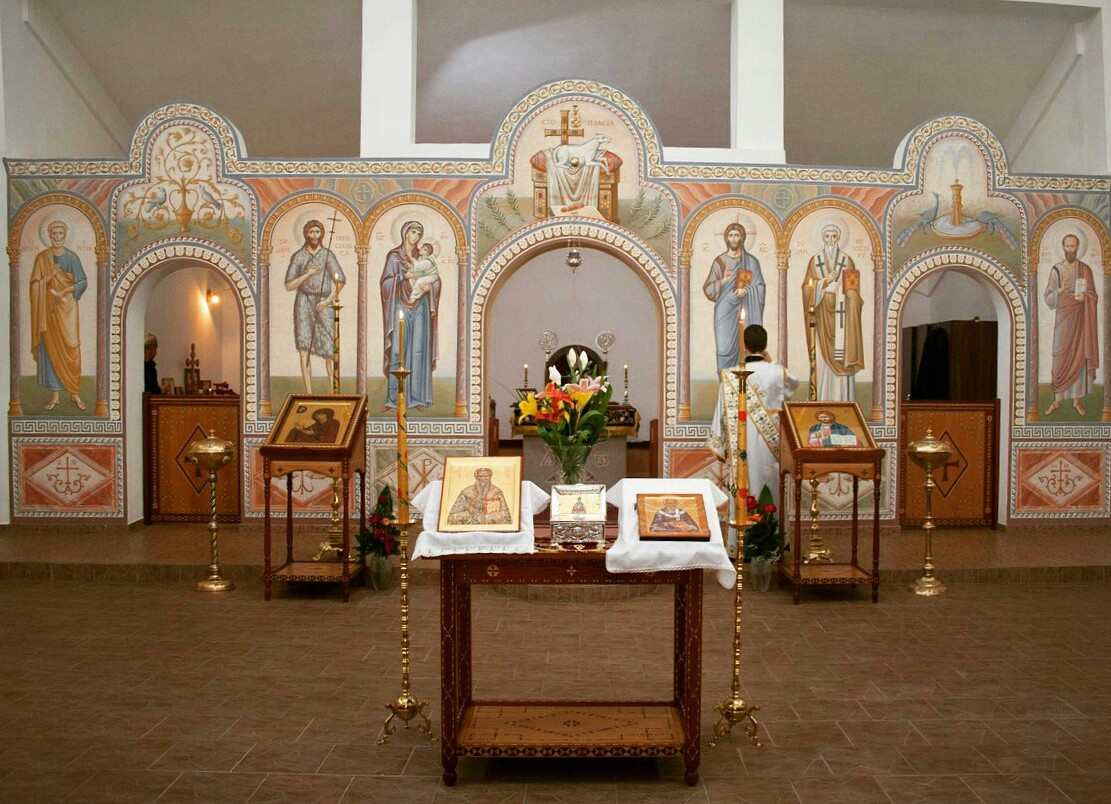
Wnętrze soboru Zaśnięcia Bogurodzicy i św. Jana Miłościwego, Patriarchy Aleksandryjskiego w Koszycach

Eparchia michałowska powstała 28 lipca 1950 po pseudosoborze preszowskim, na którym pod naciskiem władz komunistycznej Czechosłowacji słowaccy grekokatolicy odstąpili od unii ze Stolicą Apostolską. Tym samym zlikwidowano słowacką Cerkiew greckokatolicką, podporządkowując jej wiernych prawosławiu i przekazując jej majątek Kościołowi Prawosławnemu Czechosłowacji. Zrodziło to potrzebę powołania drugiej, obok preszowskiej, eparchii prawosławnej na terenie Słowacji. 
Decyzja władz słowackich o zwrocie Kościołowi katolickiemu obrządku bizantyjsko-słowackiego majątku przejętego w 1950 spowodowała, że na początku lat 90. XX wieku eparchia michałowska straciła 90% użytkowanych dotąd cerkwi, budynków parafialnych i eparchialnych nieruchomości. 
W 2009 zmieniono nazwę eparchii na „eparchia michałowsko-koszycka”.

## Główne świątynie
Rolę katedry pełnią sobór Równych Apostołom Świętych Cyryla i Metodego  w Michalovcach oraz sobór Zaśnięcia Bogurodzicy, św. Jana Miłościwego, Patriarchy Aleksandryjskiego, i św. Rozalii z Palermo w Koszycach. Ta ostatnia świątynia została konsekrowana 28 września 2013 przez obu arcybiskupów słowackich. W uroczystości uczestniczyli przedstawiciele Cypryjskiego Kościoła Prawosławnego. Sobór w Koszycach odwiedził wcześniej także patriarcha konstantynopolitański Bartłomiej.

## Podział administracyjny
Eparchia michałowska i koszycka obejmuje południowo-wschodnią część Słowacji. W jej skład wchodzą 4 archidekanaty.
- Archidekanat dla powiatów Koszyce, Rożniawa i Veľký Krtíš – 4 parafie:[5]
  - parafia Koszyce – sobór Zaśnięcia Bogurodzicy i św. Jana Miłościwego, Patriarchy Aleksandryjskiego w Koszycach (Katedrálny chrám Zosnutia Presvätej Bohorodičky a sv.Jána Milostivého,alexandrijského patriarchu)
  - parafia Koszyce-miasto (Šaca, powiat Koszyce II) – brak własnej świątyni
  - parafia Rożniawa – brak własnej świątyni, wspólnota filialna parafii w Koszycach; nabożeństwa w świątyni Kościoła Ewangelickiego Wyznania Augsburskiego w Rożniawie[6]
  - parafia Sklabiná (obec Veľký Lom, Ľuboriečka, Telka) – brak własnej świątyni
- Archidekanat dla powiatu Michalovce – 11 parafii:[7]
  - parafia Dúbravka – cerkiew Świętych Apostołów Piotra i Pawła
  - parafia Falkušovce – cerkiew Wniebowstąpienia Pańskiego
  - parafia Hažín – cerkiew Narodzenia Przenajświętszej Bogurodzicy
  - parafia Lastomír – cerkiew Zesłania Ducha Świętego
  - parafia Markovce – cerkiew Zaśnięcia Bogurodzicy
  - parafia Michalovce – sobór Równych Apostołom Świętych Cyryla i Metodego  w Michalovcach (Katedrálny chrám apoštolom rovných sv. Cyrila a Metoda)
  - parafia Pozdišovce – cerkiew Przemienienia Pańskiego
  - parafia Šamudovce – cerkiew Narodzenia św. Jana Chrzciciela
  - parafia Strážske[8] – cerkiew Wniebowstąpienia Pańskiego i św. Mikołaja
  - parafia Veľké Kapušany – cerkiew Podwyższenia Krzyża Pańskiego
  - parafia Zemplínska Široká – cerkiew Narodzenia Przenajświętszej Bogurodzicy
- Archidekanat dla powiatu Sobrance – 14 parafii:[9]
  - parafia Beňatina – cerkiew Zaśnięcia Bogurodzicy
  - parafia Bežovce – cerkiew Wniebowstąpienia Pańskiego
  - parafia Blatné Remety – cerkiew Równych Apostołom Świętych Cyryla i Metodego
  - parafia Choňkovce – cerkiew Przemienienia Pańskiego
  - parafia Dúbrava – cerkiew Zesłania Ducha Świętego
  - parafia Hnojné – cerkiew Przemienienia Pańskiego
  - parafia Inovce – cerkiew św. Proroka Eliasza i św. Księdza Męczennika Maksyma Sandowicza
  - parafia Jovsa – cerkiew Opieki Matki Bożej
  - parafia Koňuš – cerkiew Świętych Niewiast Niosących Wonności
  - parafia Nižná Rybnica – cerkiew Zaśnięcia Przenajświętszej Bogurodzicy
  - parafia Podhoroď – cerkiew Równego Apostołom Świętego Rościsława, Księcia Wielkomorawskiego
  - parafia Ruský Hrabovec – cerkiew św. Wielkiego Męczennika Jerzego
  - parafia Sobrance – cerkiew Świętego Kniazia Włodzimierza
  - parafia Úbrež – cerkiew Zesłania Ducha Świętego
- Archidekanat dla powiatu Trebišov – 9 parafii:[10]
  - parafia Brezina – cerkiew Równych Apostołom Świętych Cyryla i Metodego
  - parafia Byšta – cerkiew św. Wielkiego Męczennika Jerzego Zwycięskiego
  - parafia Cejkov – cerkiew Narodzenia Przenajświętszej Bogurodzicy
  - parafia Kašov – cerkiew Przemienienia Pańskiego
  - parafia Zemplín – kaplica św. Mojżesza Węgrzyna (parafia misyjna dla mniejszości węgierskiej z liturgią w języku węgierskim)
  - parafia Čierna – cerkiew św. Michała Archanioła
  - parafia Trebišov – cerkiew Świętych Apostołów Piotra i Pawła
  - parafia Zemplínske Hradište – cerkiew Wniebowstąpienia Pańskiego
  - parafia Zemplínsky Klečenov – cerkiew Narodzenia św. Jana Chrzciciela

Przy Słowackich Siłach Zbrojnych funkcjonuje także kapelan prawosławny z eparchii michałowsko-koszyckiej.

## Biskupi
Ordynariusze michałowscy (1950–2009)
- bp Aleksander (Mihalič), 8 października 1950 – 25 listopada 1954
- bp Metody (Millý), 1954–1965
- bp Cyryl (Mučička), 1965–1979
- bp Nikanor (Juchimiuk), 1980–1982
- bp Jan (Holonič), 23 maja 1983 – 7 kwietnia 2006
- bp Jerzy (Stránský), od 30 września 2007

Ordynariusze michałowsko-koszyccy (od 2009)
- abp Jerzy (Stránský)

Biskupi pomocniczy
- bp trebiszowski Metody (Millý), 1953–1954
- bp trebiszowski Metody (Kančuha), 1962–1964

Obecnie biskup michałowsko-koszycki wchodzi w skład Metropolitalnej Rady Kościoła Prawosławnego na Słowacji, której przewodniczy arcybiskup preszowski i Słowacji.